# ジェノヴァ県

ジェノヴァ県
Città metropolitana di Genova

ジェノヴァ県（ジェノヴァけん、イタリア語: Città metropolitana di Genova）は、イタリア共和国リグーリア州の県級行政区画。県都のジェノヴァはリグーリア州の州都でもある。
法制上の位置づけは、2015年1月1日に従来の県（Provincia）から大都市圏（Città metropolitana）に移行した。
イタリア語版ウィキペディア等では廃止された Provincia di Genova と新設された Città metropolitana di Genova が別項目になっているが、便宜上双方を「ジェノヴァ県」として本項で扱う。

## 地理

### 位置・広がり
リグリア海に沿って東西に長く広がるリグーリア州の東部に位置する。
隣接する県は以下の通り。
- 北東 - ピアチェンツァ県 （エミリア＝ロマーニャ州）
- 東 - パルマ県 （エミリア＝ロマーニャ州）
- 南東 - ラ・スペツィア県
- 南西 - サヴォーナ県
- 北西 - アレッサンドリア県 （ピエモンテ州）

### 県内の地域と主要な都市

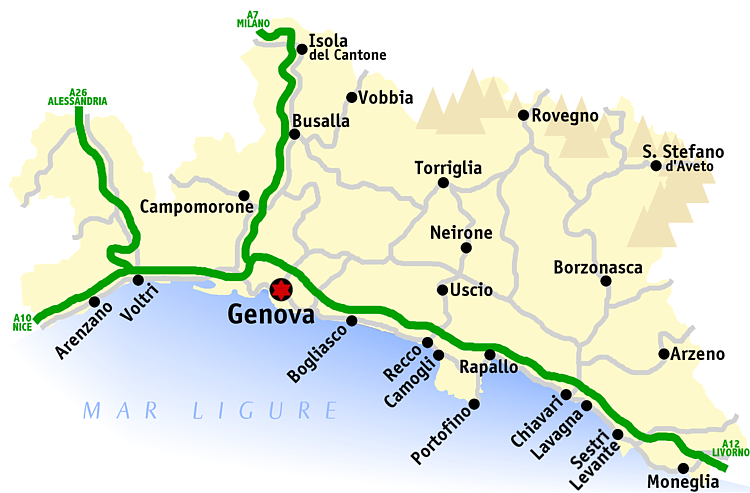
Città metropolitana di Genovaの都市

2001年の国勢調査に基づく居住地区（Località abitata）別人口統計によれば、人口1万人以上の都市は以下の通り。
- ジェノヴァ - 604,065人
- キアーヴァリ - 26,787人
- ラパッロ - 26,414人
- セストリ・レヴァンテ - 17,925人
- ラヴァーニャ - 11,882人
- アレンツァーノ - 11,081人

- ジェノヴァ
- キアーヴァリとラヴァーニャ
- ラパッロ
- セストリ・レヴァンテ
- アレンツァーノ

## 行政区画
ジェノヴァ県には67のコムーネが属する。主要なコムーネ（上位10位）は下表の通り。左端の数字はISTATコードを示す。人口は2011年1月1日現在。
| コード | 自治体名                       | 人口    |
| ------ | ------------------------------ | ------- |
| 010025 | ジェノヴァ                     | 607,906 |
| 010046 | ラパッロ                       | 30,785  |
| 010015 | キアーヴァリ                   | 27,815  |
| 010059 | セストリ・レヴァンテ           | 18,794  |
| 010028 | ラヴァーニャ                   | 13,013  |
| 010001 | アレンツァーノ                 | 11,724  |
| 010047 | レッコ                         | 10178   |
| 010054 | サンタ・マルゲリータ・リーグレ | 9,915   |
| 010017 | コゴレート                     | 9,209   |
| 010058 | セッラ・リッコ                 | 7,994   |

## 文化・観光
県には以下のユネスコ世界遺産がある。
- ジェノヴァのレ・ストラーデ・ヌオーヴェとパラッツィ・デイ・ロッリ制度（ジェノヴァ）